# Luigi Cavallero
Luigi Cavallero (Torino, 23 aprile 1907 – Superga, 4 maggio 1949) è stato un giornalista italiano.

## Biografia
Figlio di un commerciante, nel 1924 si avvicina al giornalismo collaborando con alcune testate locali. Nel 1929 viene assunto a La Stampa, richiesto dal direttore Curzio Malaparte. Specializzato in giornalismo sportivo e in particolare di calcio, viene promosso caporedattore del giornale torinese. Inviato al seguito del Grande Torino, muore nella tragedia di Superga.
Era il nonno materno della divulgatrice scientifica Barbara Gallavotti.